# Tanque Verde
Tanque Verde est une census-designated place du comté de Pima, dans l'État de l'Arizona, aux États-Unis. En 2020, elle compte une population de 16 250 habitants.